# NGC 6005
NGC 6005 (również OCL 945 lub ESO 178-SC3) – gromada otwarta znajdująca się w gwiazdozbiorze Węgielnicy. Odkrył ją James Dunlop 8 maja 1826 roku. Jest położona w odległości ok. 8,8 tys. lat świetlnych od Słońca.